# Dystopia (álbum de Iced Earth)
Dystopia—en español: Distopía— es el décimo álbum de estudio de la banda de thrash metal estadounidense Iced Earth. Lanzado el 17 de octubre de 2011, fue el primer álbum de la banda que ofreció como vocalista a Stu Block, quien se unió después de que Matt Barlow dejara la banda. Dystopia fue también el último disco de Iced Earth donde tocó el bajista Freddie Vidales, quien igualmente dejó la banda el 13 de abril de 2012.
El álbum fue grabado durante el verano del 2011 en Morrisound Recording, con el coproductor Jim Morris. Aunque no es un álbum conceptual, muchas de las canciones del álbum están inspiradas en temas y películas distópicas, muy parecido al álbum Horror Show, que fue en gran parte inspirado en las películas de terror y otros temas similares. Dos canciones de Dystopia —la canción homónima y «Tragedy and Triumph»— cuentan con el retorno de la guitarra rítmica de la saga Something Wicked escrita por Jon Schaffer, la cual ha aparecido en muchos de los álbumes anteriores de la banda.
Durante su primera semana, el álbum vendió más de 6 000 copias en los Estados Unidos y en ocho países más, entre ellos Alemania, Finlandia y el Reino Unido. El álbum fue recibido con una respuesta muy positiva y, algunos críticos lo calificaron como uno de los mejores discos de Iced Earth. Muchos de ellos también elogiaron el desempeño de Stu Block y su amplio rango vocal. Dystopia fue seguido por una extensa gira mundial la cual incluía conciertos en países donde Iced Earth nunca había tocado antes, incluyendo Chipre, China y Australia.

## Antecedentes
El 3 de marzo de 2011, el vocalista de Iced Earth Matt Barlow emitió un comunicado en el sitio web oficial de la banda, indicando que él se retiraba de la banda (por segunda vez) con el fin de pasar más tiempo con su familia. Barlow todavía iba a tomar parte en las apariciones de la banda en el durante el verano del mismo año, y el tocó su último concierto con Iced Earth el 6 de agosto de 2011, en el festival Wacken en Alemania.
Poco después de anunciar la salida de Barlow de la banda, Iced Earth anunció que el líder de Into Eternity, Stu Block había sido elegido como el nuevo vocalista líder de la banda. El fundador de la banda y el guitarrista Jon Schaffer, uno de los directores ejecutivos en Century Media le dijo acerca de Stu Block. A pesar de que Schaffer era incierto en la voz de Block, él estaba impresionado por la "presencia" y "pasión" de Block. Block luego fue enviado a grabar algunas canciones instrumentales más antiguas pertenecientes a la banda, en las cuales grabó la voz y los envió de vuelta a Schaffer. Él fue trasladado en un avión para un encuentro con Schaffer para ver cómo se entenderían entre sí. Durante este tiempo, ellos escribieron dos canciones juntos; "End of Innocence" y "Dark City".

## Escritura y grabación
De acuerdo con Jon Schaffer, su acercamiento a la Dystopia era mucho más centrado en comparación con los álbumes en los últimos diez años. Entre otras cosas, Schaffer se refirió a su "awakening" y al siguiente proyecto llamado Sons of Liberty el cual despertó su interés en Iced Earth de nuevo, junto con Stu Block para unirse a la banda de nuevo.
Una gran parte de la escritura la hizo Schaffer en la casa de estudio en New York. Según Block, de la manera que él y Schaffer iba a escribir las letras de canciones basadas en películas estaban viendo las películas, tomaron notas acerca de la trama, a continuación, empezaron a escribir la música.
El álbum fue grabado en la casa estudio entre mayo y julio con el productor Jim Morris, quien ha trabajado como productor y coproductor músico ocasional en todos los álbumes de la banda de la saga The Dark Saga. La banda comenzó a grabar las pistas del álbum a mediados de julio.

### Canciones
Musicalmente, el álbum sigue el mismo patrón que los anteriores álbumes de Iced Earth, que contiene una variada colección de material, desde canciones influenciadas por el thrash y speed metal, como "Boiling Point" y "Days of Rage", baladas de medio tiempo, tales como "End of Innocence" and "Anguish of Youth".
En inglés:

"A buddy of mine said, "You know Jon, this whole Something Wicked thing could be true". I thought about it a moment and said, "Well, I don't know about that. But there are some creepy parallels in contemporary life". So as I was thinking about all of the great movies, albums, and books with dystopian themes, I remembered that conversation and it occurred to me that the Something Wicked story could continue in a few tracks here very nicely.
Jon Schaffer

En español:

"Un amigo mío dijo:"Sabes Jon, lo que describe Something Wicked todo podría ser verdad". Lo pensé un momento y dije:"Bueno, yo no sé nada de eso. Pero hay algunos paralelismos escalofriantes de la vida contemporánea". Así como yo estaba pensando en todas las grandes películas, álbumes y libros de temática distópica, me acordé de esa conversación y se me ocurrió que la historia Something Wicked podría continuar en unas pocos pustas sigue aquí muy bien.
Jon Schaffer

Aunque no es un álbum conceptual, muchas de las canciones del álbum fueron inspiradas por los temas y las películas distópicas, tales como V for Vendetta, Dark City, Soylent Green, y Equilibrium. Dos canciones, " Dystopia y "Tragedy and Triumph", con el regreso de la Saga Something Wicked de Jon Schaffer, que había aparecido previamente en los discos Something Wicked This Way Comes, Framing Armageddon y The Crucible of Man. Según Schaffer, la primera canción, "Dystopia", es "un paso atrás en línea de tiempo prudente" de la última canción en The Crucible of Man, "Come What May". Mientras que "Come What May", "establece el escenario que nos corresponden y las decisiones que tomamos es que determinará el futuro de la raza humana", "Dystopia" tiene lugar "en un momento en que la gente está muy controlado en la cárcel como estados de la ciudad ". Esto nos lleva a su "eventual emancipación" en la última canción, "Tragedy and Triumph".
La canción "Anthem" fue descrita por Block como una celebración de "la gente, el espíritu humano y la vida", mientras que "Boiling Point" habla de personas que están "en el fin de su camino" habla acerca del suicidios de adolescentes y "End of Innocence" es acerca de la madre de Block que está luchando contra el cáncer.

### Integrantes
- Jon Schaffer – guitarra rítmica, guitarra líder, guitarra acústica, corista, productor
- Stu Block – primera voz
- Troy Seele – guitarra líder
- Freddie Vidales – bajo, corista
- Brent Smedley – batería

|

### Otros colaboradores
- Jim Morris – productor, ingeniero,[5] mezcla, corista
- Howard Helm – corista
- Lindsay Vitola – corista (en «Anguish of Youth»)
- BJ Ramone – asistente
- Jason "Black Bart" Blackerby – asistente
- Nathan Perry – portada y funda interior
- Felipe Machado Franco – portada y funda interior
- Carsten Drescher – diseñador

|}
Fuente: